# TV Camaçari
TV Camaçari (também conhecida como TVC) foi uma emissora de televisão brasileira sediada em Camaçari, cidade do estado da Bahia. Operava no canal 13 VHF analógico, e era afiliada à TVE Bahia, em misto com a TV Cultura. Fazia parte da Rede Camaçari, grupo de comunicação que também controlava a Líder FM na cidade.

## História
A emissora entrou no ar em 28 de setembro de 1994, como uma afiliada da TV Cultura, pertencendo a Univídeo Produções Audio-Visual, cujos proprietários eram o radialista Augusto Sansão e o ex-prefeito Humberto Garcia Ellery. Inicialmente, contava com 19 funcionários.
Em 27 de setembro de 1999, a TV Camaçari lançou nova programação e novos equipamentos, em comemoração ao seu aniversário de 5 anos de fundação. Em 28 de setembro, a emissora transmitiu ao vivo as comemorações do aniversário de Camaçari.
No final da tarde do dia 16 de dezembro de 2004, funcionários da emissora invadiram a sede da Rede Camaçari para protestar contra atrasos de salário. A TV Camaçari, juntamente com as então emissoras irmãs Camaçari FM e Rádio Metropolitana, foi retirada do ar, e os funcionários afirmaram que as emissoras só teriam as atividades normalizadas após o pagamento dos salários.
Em 21 de agosto de 2007, foi anunciado que a torre de transmissão e 4 antenas receptoras da emissora seriam levadas a leilão, em decorrência de uma dívida trabalhista de R$ 1.000,000,00 (um milhão) oriunda da demissão de 30 funcionários em 1998. O leilão, no entanto, não ocorreu.
Em 27 de agosto de 2008, a emissora foi retirada do ar por decisão da Justiça Eleitoral, após desacatar decisões do juiz Murilo de Castro Oliveira, da 170ª Zona Eleitoral, retornando ao ar às 17h do dia seguinte.
Em 16 de fevereiro de 2009, o Ministério das Comunicações cassou a concessão da TV Camaçari por conta de irregularidades na transferência do controle da emissora, que não contou com prévia autorização do órgão. A emissora, no entanto, não acatou a decisão e se manteve no ar até 20 de fevereiro, quando foi retirada do ar pela Polícia Federal, em parceria com a ANATEL.

## Programas
Além de retransmitir a programação da TVE Bahia e da TV Cultura, a TV Camaçari produziu e exibiu os seguintes programas locais:
- Bate Papo
- Bom Dia Camaçari
- Comércio & Indústria
- Encontro com Arilma
- De Olho na Cidade
- Nossa Gente é Sucesso
- Plantão TVC
- Programa Gil Cavalcanti
- Sábado Show
- TVC Esportes
- TVC Notícias

## Equipe

### Membros antigos
- Ana Fabrícia de Mattos
- Carluze Barper[19]
- Cecília Sobrinho[20]
- Edilton Tourinho[17]
- Fábio Rocha (hoje na TV Câmara de Barreiras)
- Fernando Santana[21]
- Gil Cavalcanti[17]
- Jany Silva[19]
- Janne Oliver[22]
- João Pinho †[23]
- Jutan Araújo[24]
- Marco Antônio[25]
- Susana Lima[19]
- Tia Arilma[18]

## Controvérsias
A emissora foi historicamente acusada de ser usada como uma espécie de  palanque para grupos políticos. Durante as eleições municipais de 1996, os partidos de oposição ao então candidato a prefeito José Tude (PTB) propuseram representação contra a emissora, acusando-a de recusar-se a exibir a propaganda eleitoral gratuita de seu grupo político. Nas eleições de 2000, a Coligação Força Nova Camaçari, do então candidato a prefeito Jaques Wagner (PT), também fez representação contra a emissora pelo mesmo motivo.
Em 21 de fevereiro de 2008, as então vereadoras Luiza Maia (PT) e Janete Ferreira (PMDB), respectivamente presidente e vice-presidente da Câmara Municipal de Camaçari, fizeram acusações contra a TV Camaçari durante a 2ª Sessão Ordinária do Primeiro Período Legislativo de 2008. As legisladoras acusaram a emissora de mostrar somente os problemas da cidade, sendo parcial contra a administração do então prefeito Luiz Caetano.